# Пономарьова Валентина Леонідівна
Валенти́на Леоні́дівна Пономарьо́ва (Ковале́вська) (18 вересня 1933, Москва — 8 листопада 2023, там само) — радянський льотчик, інженер, вчений, космонавт-випробувач. У 1962—1969 роках — член загону космонавтів. Має звання полковника-інженера і ступінь кандидата технічних наук. Дійсний член Російської академії космонавтики ім. К. Е. Ціолковського.

## Біографія
Народилася в Москві у 1933 році.
Батько — Леонід Іванович Ковалевський, працював інженером у БК «Союз».
Мати — Раїса Іванівна Виншякова, працювала конструктором ЦІАМ.
Закінчила жіночу середню школу № 156 у Москві з золотою медаллю у 1951 році. Під час навчання в десятому класі записалася в парашутний гурток. Вступивши в МІФІ, того ж року перевелася в МАІ, закінчивши його в 1957 році за спеціальністю інженер-механік РРД. Після закінчення інституту за розподілом потрапила в ОКБ-1, але за сімейними обставинами перевелась у Відділення прикладної математики АН СРСР на посаду лаборанта, згодом інженера. У листопаді 1963 року вступила на інженерний факультет ад'юнктури ВПІА ім. Жуковського.
У 1951 році в 4-му міському аероклубі при МАІ освоїла літак По-2. Потім з 1952 року займалася в Центральному аероклубі ім. В. П. Чкалова в Тушино, де освоїла літак Як-18. Потім здобула навички польоту на реактивному винищувачі Міг-15. У 1956 році брала участь в авіаційному параді в Тушино. Через рік брала участь у Всесоюзних змаганнях з літакового спорту.
У березні 1962 року пройшла стаціонарне медичне обстеження в Центральному науково-дослідному авіаційному госпіталі. На проведеному в кінці березня засіданні комісії з відбору космонавток була рекомендована в космонавти-слухачі. Зарахована на посаду слухача-космонавта 2-го загону ЦПК ВВС наказом Головкому ВПС № 92 від 3 квітня 1962 року, після чого була призвана на військову службу.
Із січня по 25 травня 1963 року готувалася до польоту на космічному кораблі «Восток-6» за програмою жіночого польоту у складі групи разом з Валентиною Терешковою, Іриною Соловйовою, Тетяною Кузнєцовою і Жанною Йоркіною. Пономарьова була єдиною льотчицею у складі остаточної п'ятірки космонавток, які пройшли відбір до польоту, інші учасниці групи були парашутистками. 10 травня 1963 року призначена другим дублером В. Терешкової.
Доктор медичних наук, професор Яздовський, який відповідав у той період за медичне забезпечення радянської космічної програми, в своїх мемуарах писав, що Пономарьова мала найбільш відповідні фізичні дані для польоту:
Після виконання програми підготовки та тренування відібраних жінок — кандидатів в космонавти було проведено їхнє повне медичне та фізіологічне обстеження. За результатами медичного обстеження і теоретичної підготовленості жінок-кандидатів у космонавти була визначена така послідовність допуску до космічного польоту: 1. Пономарьова Валентина; 2. Соловйова Ірина; 3. Кузнєцова Тетяна; 4. Сергейчик Жанна; 5. Терешкова Валентина.

З травня 1965 по травень 1966 року проходила підготовку як другий пілот для 10—15-денного польоту влітку 1966 року на кораблі «Восход-5» з першим виходом жінки у відкритий космос. Спочатку командиром польоту був призначений Павло Попович, а потім став плануватися суто жіночий екіпаж на чолі з Іриною Соловйовою. Політ був скасований у зв'язку із закриттям програми «Восход».
Валентина Пономарьова була відрахована із загону 1 жовтня 1969 року наказом Головкому ВПС № 945 в зв'язку з розформуванням жіночої групи космонавтів.
З 1 жовтня 1969 по 14 травня 1988 року працювала в центрі підготовки космонавтів на різних посадах: старший науковий співробітник (с. н. с.) 3-го науково-дослідного та методичного відділу (НІМО) підготовки космонавтів, де викладала слухачам-космонавтам динаміку космічного польоту, с. н. с. 3-ї лабораторії 1-го НДІ ЦПК, с. н. с. 1-ї лабораторії НІМО ЦПК, с. н. с. 1-ї лабораторії 2-го відділу ЦПК. З вересня 1988 року працювала в Інституті історії природознавства і техніки АН СРСР (нині РАН) на посаді с.н.с. в Комісії з розробки наукової спадщини та розвитку ідей К. Е. Ціолковського.
Захистила дисертацію на здобуття наукового ступеня кандидата технічних наук в НДІ-45 МО (нині ЦНДІ ім. акад. А. Н. Крилова) у 1974 році.
Брала участь у лижній експедиції до Землі Франца-Йосифа у складі жіночої команди «Метелиця».
З 2006 року керує групою історії космонавтики в Інституті історії природознавства і техніки РАН.
Автор низки книг і публікацій.

## Родина
- Батько — Ковалевський Леонід Іванович (21.04.1905 — 1985), інженер БК «Союз»[6].
- Мати — Виншякова Раїса Іванівна (24.08.1912 — 1995), конструктор.
- Брат — Ковалевський Юрій Леонідович, 1939 р.н., інженер заводу НВО ім. Лавочкіна.
- Брат — Ковалевський Володимир Леонідович, 1943 р.н., авіаційний інженер.
- Чоловік (колишній) — Пономарьов Юрій Анатолійович, (20.03.1932 — 16.04.2005), колишній космонавт. У шлюбі з 1956 по 1992 рік[7].
- Син — Пономарьов Олександр Юрійович, нар. 25.03.1958, інженер.
- Син — Пономарьов Кирило Юрійович, нар. 16.11.1970, інженер.

## Твори
- Пономарёва В. Л. Женское лицо космоса. — М.: Гелиос, 2002. — 319 с. — ISBN 9785901551189.